# فرودگاه مسجد سلیمان
فرودگاه مسجد سلیمان یکی از قدیمی‌ترین فرودگاهی است که در ایران و خاورمیانه تأسیس شد.
زمانی که نخستین هواپیما در مسجد سلیمان نشست در واقع فرودگاهی در کار نبود بلکه زمینی مسطح برای نشستن هواپیما در نظر گرفته شده بود و پس از چندی با توجه به رفت و آمد زیاد انگلیسی ها به مسجد سلیمان تصمیم به ساخت فرودگاه در همان مکان مسطح گرفته شد.
این فرودگاه در منطقه‌ای به نام یکمهه حدفاصل بین روستاهای امیرآباد و سبزآباد و پای تپه‌ای سنگی به نام کوه زورون (زائران) ساخته شده و تمامی سنگ‌های استفاده شده در ساخت باند پرواز این فرودگاه از این کوه استخراج شده (لازم به توضیح می‌باشد که باندهای پرواز این فرودگاه به‌صورت سنگفرش بوده که فضای خالی بین سنگها با ملات سیمان پر شده بود) و در زمان جنگ جهانی اول جهت رساندن سوخت و سایر اقلام نظامی به روسیه و همچنین در تعیین سرنوشت جنگ نقش بسیار مهمی داشته‌است.
این فرودگاه از دو باند متقاطع شمالی _ جنوبی و شرقی _ غربی ساخته شده که با توجه به وزش بادهای فصلی امکان استفاده از این فرودگاه را در تمام فصلهای سال برای هواپیماهای ملخی و کوچک امکان‌پذیر می‌نموده.

## تأسیس
فرودگاه مسجد سلیمان به دنبال فعالیت‌های کشف میادین نفتی در این شهر افتتاح شد. شرکت‌های هواپیمایی بسیاری در گذشته در این فرودگاه مشغول بکار بودند.  ازجمله شرکتهایی که در فرودگاه مسجد سلیمان بیشترین فعالیت و خدمات را ارائه می‌کردند می‌توان به شرکت کی ال ام هلند و بریتیش ایرویز انگلستان اشاره کرد.
بعد از ملی شدن صنعت نفت و تشکیل وزارت نفت در ایران و به دنبال آن خرید چندین فروند هواپیما برای وزارت نفت، این هواپیماها نیز در کنار سایر شرکت‌های خدمات دهنده مسیرهای متعددی را در دست گرفتند.

## تولد ۱۰۰ سالگی فرودگاه مسجد سلیمان
در ۷ آبان ماه سال ۱۳۸۷ به مناسبت تولد ۱۰۰ سالگی نخستین فرودگاه خاورمیانه مبلغی بالغ بر ۵ میلیارد تومان برای مرمت و بازگشایی این فرودگاه از سوی وزارت نفت اختصاص داده شد.

## نام مسجد سلیمان در هواپیمایی کارون
شرکت هواپیمایی کارون که یکی از قدیمی‌ترین شرکت‌های هواپیمایی در کشور است، یکی از ۴ فروند فوکر ۱۰۰ خود را مسجد سلیمان نامگذاری کرده‌است.
این هواپیما با ریجستری EP-MIS در بین هواپیماهای کشور شناخته می‌شود.